# Mariana Machado
Mariana Machado (* 12. November 2000 in Braga) ist eine portugiesische Leichtathletin, die im Mittel- und Langstreckenlauf an den Start geht. Sie ist die Tochter der ehemaligen Langstreckenläuferin Albertina Machado.

## Sportliche Laufbahn
Erste internationale Erfahrungen sammelte Mariana Machado bei den 2016 erstmals ausgetragenen Jugendeuropameisterschaften in Tiflis, bei denen sie im 1500-Meter-Lauf in 4:35,54 min den siebten Platz belegte. Im Jahr darauf schied sie bei den U20-Europameisterschaften in Grosseto mit 4:28,60 min im Vorlauf aus und bei den U20-Weltmeisterschaften 2018 in Tampere gelangte sie mit 4:14,93 min auf den vierten Platz. 2019 gewann sie dann bei den U20-Europameisterschaften in Borås in 9:30,66 min die Silbermedaille im 3000-Meter-Lauf und wurde über 1500 Meter in 4:28,57 min Vierte. Anfang Dezember gewann sie dann bei den Crosslauf-Europameisterschaften in Lissabon in 14:10 min die Bronzemedaille in der U20-Altersklasse. 2021 klassierte sie sich bei den Halleneuropameisterschaften in Toruń mit 9:19,61 min auf dem elften Platz über 3000 Meter. Im Juli konnte sie ihr Rennen über 5000 m bei den U23-Europameisterschaften in Tallinn nicht beenden und gewann dann im Dezember bei den Crosslauf-Europameisterschaften in Dublin in 20:36 min die Bronzemedaille im U23-Rennen hinter der Italienerin Nadia Battocletti und Klara Lukan aus Slowenien. Im Jahr darauf belegte sie bei den Mittelmeerspielen in Oran in 4:17,24 min den siebten Platz über 1500 Meter und anschließend startete sie bei den Weltmeisterschaften in Eugene und verpasste dort mit 15:18,09 min den Finaleinzug. Im Dezember wurde sie bei den Crosslauf-Europameisterschaften in Turin nach 20:56 min Neunte im U23-Rennen.
2023 erreichte sie bei den Halleneuropameisterschaften in Istanbul das Finale über 3000 Meter, konnte dort ihr Rennen aber nicht beenden. Im Juni wurde sie bei der 1. Liga der Team-Europameisterschaft im Rahmen der Europaspiele in Chorzów in 15:33,93 min Sechste über 5000 Meter und anschließend siegte sie in 16:02,58 min bei den World University Games in Chengdu. Im August schied sie bei den Weltmeisterschaften in Budapest mit 15:28,97 min im Vorlauf über 5000 Meter aus. Im Jahr darauf kam sie bei den Europameisterschaften in Rom über 5000 Meter nicht ins Ziel und verpasste im August bei den Olympischen Sommerspielen in Paris mit 15:23,26 min den Finaleinzug. Im August wurde sie bei den Crosslauf-Europameisterschaften in Antalya nach 26:13 min Sechste im Einzelbewerb. Bei den Straßenlauf-Europameisterschaften 2025 in Löwen gelangte sie nach 31:30 min auf den vierten Platz im 10-km-Straßenlauf. Im Juli belegte sie bei den World University Games in Bochum in 32:27,06 min den sechsten Platz über 10.000 Meter und gelangte über 5000 Meter mit 15:44,77 min auf Rang acht.
2020 wurde Machado portugiesische Meisterin im 3000-Meter-Lauf sowie 2021, 2022 und 2024 über 5000 Meter im Freien. Zudem wurde sie 2020 Hallenmeisterin über 800 Meter und 2021 und 2023 über 1500 sowie 2021, 2024 und 2025 über 3000 Meter. 2023 und 2024 wurde sie Landesmeisterin im 10-km-Straßenlauf sowie 2024 im Crosslauf.

## Persönliche Bestzeiten
- 1500 Meter: 4:10,55 min, 5. Juli 2023 in Braga
  - 1500 Meter (Halle): 4:12,52 min, 21. Februar 2020 in Madrid
- Meile: 4:34,24 min, 22. September 2020 in Barcelona
- 3000 Meter: 8:49,09 min, 12. Juli 2023 in Bilbao
  - 3000 Meter (Halle): 8:48,41 min, 3. Februar 2024 in Metz
- 5000 Meter: 14:53,91 min, 26. April 2025 in Xiamen
- 10.000 Meter: 32:27,06 min, 21. Juli 2025 in Bochum
- 5-km-Straßenlauf: 15:21 min, 9. März 2025 in Braga (portugiesischer Rekord)
- 10-km-Straßenlauf: 31:30 min, 13. April 2025 in Löwen